# Wim de Gelder
Wim H. de Gelder (Rotterdam, 18 januari 1958) is een GroenLinks-politicus. 
De Gelder komt uit een arbeidersgezin. Hij stemde aanvankelijk op de PSP. Na een korte studie wijsbegeerte studeerde hij bouwkunde. Tijdens zijn studie werkte hij als projectleider van een ontwikkelingsproject in Mali. Tijdens dit werk kreeg hij ernstige tropische darmziekte, waardoor hij zijn studie niet kon afmaken. Vervolgens werkte hij als theatertechnicus, sinds 1986 als zelfstandig ondernemer in de theatertechniek. In 1999 werd hij lid van steunfractie van GroenLinks in de raad van de Rotterdamse deelgemeente IJsselmonde. In 2002 werd hij deelraadswethouder met als portefeuille sociaal-cultureel werk, sociale integratie en kunst en cultuur.
Hij was vanaf 2005 burgemeester van Bloemendaal. Met zijn benoeming werd de traditie doorbroken dat de VVD de burgemeesters van Bloemendaal leverde. Vanaf 1 december 2008 was De Gelder burgemeester van Alphen aan den Rijn. In december 2010 nam Bas Eenhoorn (VVD) als waarnemend burgemeester zijn functie over na een vertrouwensbreuk tussen De Gelder en het college.
Per 1 januari 2012 heeft De Gelder zijn ontslag ingediend.